# Texas-Duits
Texasdeutsch (Texas-Duits) is een Duits dialect in de Verenigde Staten dat uitsluitend gesproken wordt door afstammelingen van Duitse immigranten. Zij vestigden zich in het midden van de negentiende eeuw in het heuvelgebied van Texas en stichtten New Braunfels, Fredericksburg, Boerne, Schulenburg, Weimar, Walburg en Comfort.

## Geschiedenis en vastlegging
De meeste Duitse Texanen bleven thuis en in hun gemeenschap Duits spreken, maar moesten Engels leren toen wetten in en na de Eerste Wereldoorlog onderwijs uitsluitend in Engels voorschreven. Door de aanwas van de gemeenschappen en culturele druk tijdens de Eerste en Tweede Wereldoorlog, neigden de Texaanse Duitstaligen naar het Engels, en maar weinig gaven hun taal aan het nageslacht door.
Het dialect is bijna uitgestorven, omdat het bijna uitsluitend door bejaarden wordt gesproken. Dr. Hans Boas van de University of Texas legt het dialect vast voor onderzoek en bouwt voort op eerder werk van Dr. Glenn Gilbert (Southern Illinois University te Carbondale) uit de jaren 1960.

“Het gaat om een merkwaardig mengsel van Engels en negentiende-eeuws Duits,” zegt Boas ... “Bijna niemand van de Texaanse Duitsers spreekt gelijk, er is veel variatie in het dialect. Rond de 6 procent van de woordenschat komt uit het Engels, met woorden als ‘der hamburger’ of ‘der cowboy.’”

Boas' boek The Life and Death of Texas German beschrijft de Duitse dialecten die mogelijk de oorsprong van de gesproken taal in Texas vormden.

## Huidige verspreiding

Gillespie County

Ongeveer 1,035 personen zeggen thuis Duits te spreken in Fredericksburg, de stad met de grootste gemeenschap van Texaanse Duitssprekenden, waar ze 12,5% van de bevolking uitmaken, 840 in New Braunfels, 150 in Schulenburg (Texas), 85 in Stonewall, 70 in Boerne (Texas), 65 in Harper, 45 in Comfort en 19 in Weimar, allemaal plaatsen in het oude Texaanse-Duitse gebied van Hill Country, behalve Schulenburg en Weimar. Gillespie County, met de gemeenschappen Fredericksburg, Harper, Stonewall en Luckenbach, kent een Duitssprekende bevolking van 2270, 11,5% van de bevolking in de county. In Texas wonen 82.100 Duitstaligen, maar dat is inclusief Europese Duitstaligen.

## Vergelijking met Duits en Engels
Texasdeutsch is verstaanbaar voor iedereen die Duits kent, maar het is aangepast aan de Amerikaanse woorden voor maten en wetten. Duitse woorden werden verzonnen en Engels werd verduitst voor woorden die ontbraken in negentiende-eeuws Duits. Soms komen die nieuwe woorden ook in modern standaard Duits voor, maar wel met een andere betekenis. Het woord Luftschiff (zie onder), betekent zeppelin in gangbaar Duits.
Enkele verschillen:
| Texas-Duits | Standaard Duits | Engels   | Nederlands          |
| ----------- | --------------- | -------- | ------------------- |
| Stinkkatze  | Stinktier       | skunk    | stinkdier           |
| Luftschiff  | Flugzeug        | airplane | vliegtuig           |
| County      | Kreis           | county   | county (graafschap) |
| Blanket     | Decke           | blanket  | deken               |